# Ulotrichopus dinawa
Ulotrichopus dinawa là một loài bướm đêm trong họ Erebidae.